# Matatias Carp
Matatias Carp (n. 16 aprilie 1904, București, România – d. 3 iulie 1953, Ramat Gan, Israel) a fost un avocat român de origine evreiască, care a documentat desfășurarea Holocaustului în România. Opera sa a fost publicată sub numele de Cartea Neagră.

## Biografie
Născut într-o familie burgheză românizată, Matatias Carp era fiul lui Horia Carp, fost senator și fost secretar general al Comunității Evreilor din București. La începutul războiului mondial, Matatias Carp ocupa funcția de secretar general al Federației Uniunilor de Comunități evreiești din România. Între 1940 și 1944, Matatias Carp și-a asumat riscul de a deveni cronicarul și arhivistul persecuției comunității evreilor din România, care forma înainte de război cea de-a treia comunitate evreiască din Europa, numărând aproximativ 760.000 de indivizi.

## Cartea Neagră
Realizând că se apropie sfârșitul comunităților evreiești europene, Matatias Carp începe o intensă muncă de colectare a mărturiilor suferinței iudaice încă din 1940. Ajutat doar de soția sa și riscându-și viața, Carp ține cronica zilnică a persecuțiilor, a crimelor și a masacrelor contra evreilor. Informațiile colectate de Carp sunt obținute de pe întreg teritoriul României cu sprijinul indivizilor evrei înscriși în filialele teritoriale ale Federației Evreiești al cărei sediu central era la București. O parte din informații sunt obținute de la un ofițer german care îi vinde fotografii ce documentează prigonirea evreilor. După 23 august 1944, reușește să copieze ordine oficiale și rapoarte ale jandarmeriei datorită sprijinului unui prieten care, fiind angajat al Ministerului de Interne, îi facilitează accesul la sediul ministerului în zilele de duminică. După război, Carp obține informații de la prietenii lui juriști care participau la procesul criminalilor de război ce se desfșura la București. 
Toate aceste surse au fost adunate într-o carte de peste 700 de pagini, intitulată "Cartea Neagră - Suferințele evreilor din România 1940-1944", și publicată pentru prima dată la București în 1947. La momentul primei apariții, și în contextul schimbărilor politice din țară, cartea trece neobservată. O a doua ediție a cărții apare la o mică și necunoscută editură bucureșteană în 1996 fără a atrage atenția intelectualilor sau a publicului larg. Cartea apare în traducere franceză în 2009. Spre deosebire de comentatorii naționaliști ai acestei mărturii, fie români, fie evrei, și în acord cu alt martor direct al faptelor, anume Marius Mircu, Matatias Carp nu atribuie crimele săvârșite unui presupus „antisemitism istoric specific românesc" legat de „însăși identitatea Românilor”, ci unei „întreruperi a civilizației” prin dispariția statului de drept și a democrației în România în timp de război, după un deceniu de propagandă xenofobă consecutivă marii crize economice a anilor 1930.